# 康有隆
康有隆（1890年—1983年），越南醫生，曾任阮文清領導的南圻自治共和國醫濟部長。

## 生平
康有隆出生於越南康有家族。他的兄弟康有飛是一位富豪，資助了康有隆在河內醫科大學的學習。
1946年，康被任命爲南圻自治共和國醫濟部長。
1983年康有隆逝世。

## 家庭
康有隆與妻子阮氏石（1934年過世）育有五個孩子：
- 康有氏千（Khương Hữu Thị Ngàn）
- 康有巾（Khương Hữu Cân）
- 康有虎（Khương Hữu Hổ）
- 康有會（Khương Hữu Hội）
- 康有氏協（Khương Hửu Thị Hiệp）